# Deutsche Börse
Deutsche Börse är ett tyskt företag som driver marknadsplatser för värdepappershandel och utvecklar tekniska löningar för sådana marknadsplatser. Det mest kända exemplet är Frankfurter Wertpapierbörse, där man handlar med aktier.
Företaget äger clearingbanken Clearstream.
1. ↑  Market Identifier Code, läst: september 2022.[källa från Wikidata]
2. ↑  Dr. Stephan Leithner wird Vorstandsvorsitzender der Deutsche Börse AG (på tyska), 8 mars 2024, pressmeddelande, läs online, läst: 9 mars 2024.[källa från Wikidata]
3. ↑  läs online, www.boerse-frankfurt.de .[källa från Wikidata]
4. ↑  hämtat från: tyskspråkiga Wikipedia.[källa från Wikidata]